# FSV Cottbus 99
Maillots
Dernière mise à jour : 16 février 2011.
Le FSV Cottbus 99 fut un club sportif allemand localisé dans la ville de Cottbus dans le Brandebourg.

## Repères historiques
- 1893 – fondation de Turn Verein Friesen Cottbus 1893
- 1893 – fondation de Sport-Club Alemannia Cottbus 1896.
- 1896 – 18/06/1896,  Sport-Club Alemannia Cottbus 1896 fusionna avec Cottbuser Sport-Club pour former le Fussball Club Germania Cottbus
- 1898 – fondation de Turn-und Fussball Club Brtannia Cottbus 1898.
- 1913 – Turn Verein Friesen Cottbus 1893 fusionna avec le Fussball Club Germania Cottbus pour former Cottbuser Sport-Club 1896. Ce club prit ensuite le nom de Cottbuser Sport-Club Friesen.
- 1918 – Turn-und Fussball Club Brtannia Cottbus 1898 changea son nom en Cottbuser Fussball Verein 1898.
- 1933 – Cottbuser Sport-Club Friesen fusionna avec le Cottbuser Fussball Verein 1898 pour former le Sportverein Cottbus-SÜD.
- 1934 – fin de la fusion formant le Sportverein Cottbus-SÜD: Cottbuser Fussball Verein 1898 et Cottbuser Sport-Club Friesen reprirent des routes distinctes.
- 1945 – tous les clubs furent dissous par les Alliés avec la Directive n°23.
- 1945 -  constitution de SportGemeinschaft Reichsbahn Cottbus.
- 1949 – SportGemeinschaft Reichsbahn Cottbus devint BetriebSportGemeinschaft Reichsbahn Cottbus
- 1950 - BetriebSportGemeinschaft Reichsbahn Cottbus devint BetriebSportGemeinschaft Lokomotive Cottbus.
- 30 juin 1991, BetriebSportGemeinschaft Lokomptive Cottbus devint Eisenbahner Sportverein Cottbus.
- 1er juin 1999, la section football d’Eisenbahner Sportverein Cottbus devint indépendante sous le nom de Fussball Sportverein Cottbus 1999.
- 2001 – Fussball Sportverein Cottbus 1999 fut dissous.

## Histoire

### Avant 1945
Les racines du FSV Cottbus remontent à plusieurs anciens clubs de la localité. D’une part Cottbuser SC Friesen (ou CSC/Friesen), fruit d’une fusion en 1913 entre le TV Friesen 1893 Cottbus et le Cottbuser SC 1896. et d’autre part, le Cottbuser FV 98. En 1933, ces deux clubs fusionnèrent pour former le SV Cottbus-Süd.
Lors du championnat 1933-1934, le SV Cottbus-Süd fut l’un des fondateurs de la Gauliga Berlin-Brandenburg, une des seize ligues créées sur ordre des Nazis dès leur arrivée au pouvoir.
Mais en 1934, la fusion fut annulée et chaque cercle poursuivit seul ses activités. Le CSC/Friesen remonta en Gauliga de 1937, en compagnie du Brandenburger SC 05. CSC/Friesen fut relégué en 1939.
En 1945, tous les clubs furent dissous par les Alliés, comme tous les clubs et associations allemands (voir Directive n°23). Rapidement d’anciens membres du CSC/Friesen reconstituèrent le SG Reichbahn Cottbus.
La ville de Cottbus et le Brandebourg se retrouvèrent en zone soviétique puis en RDA à partir de 1949.

### Époque de la RDA

#### BSG Lokomotive Cottbus
En 1949, le club devint le BSG Reichbahn Cottbus puis fut rebaptisé BSG Lokomotive Cottbus l’année suivante.
Terminant 4e de la Landesliga Brandenburg, le BSG Lokomotive Cottbus fut retenu pour être un des fondateurs de la DDR-Liga, la Division 2 est-allemande pour la saison 1950- 1951.
En 1952, le club fut relégué vers une des quinze nouvelles séries créées au 3e niveau: la Bezirksliga Cottbus. Il en remporta le titre en 1955.
Au même moment, des restructurations furent décidées par les autorités politiques. Jusqu’en 1960, les compétitions suivirent le modèle soviétique, c'est-à-dire qu’elles se déroulèrent du printemps à la  de l’automne d’une même année calendrier. D’autre part, la DDR-Liga fut scindée entre la I. DDR-Liga et la II. DDR-Liga. Le BSG Lokomotive Cottbus monta vers cette ligue. Il en fut relégué en fin de saison 1956 mais remonta à la suite d'une place de vice-champion en Bezirksliga Cottbus, en 1957. Il rejoua en II. DDR-Liga jusqu’à la fin de la saison 1960.
Les compétitions reprirent alors un déroulement conventionnel pour la saison 1961-1962.
Au terme du championnat 1962-1963, les responsables communistes décidèrent que toute la section football du BSG Lokomotive Cottbus devenait l’équipe Réserves du SC Cottbus (dont l’équipe première venait d’être composée par celle du SC Aktivist Brieske-Senftenberg). La section football du "SC Cottbus" devint le BSG Energie Cottbus en 1966.
Une section football recréée au BSG Lokomotive Cottbus. Celui-ci remonta en Bezirksliga Cottbus en 1971 et termina vice-champion l’année suivante, alors qu’Energie Cottbus II se sauva de justesse.
En 1974, Lokomotive Cottbus remporta le titre et monta en DDR-Liga. IL n’y resta qu’une seule saison. Revenu en Bezirksliga, le club resta le plus souvent en milieu de tableau jusqu’en 1981, où il fut vice-champion derrière Aktivist Brieske-Senftenberg (qui avait donc aussi retrouvé sa propre équipe).
En 1982, le BSG Lok remporta son troisième titre en Bezirksliga Cottbus et retourna en DDR-Liga. Une fois encore, il ne fit qu’un aller-retour.
Vice-champion 1984, puis champion 1985, le club échoua dans le tour final pour la montée.
Le BSG Lokomotive Cottbus resta dans le groupe de tête de la Bezirksliga Cottbus mais ne décrocha plus de prix.
En 1990, après la réunification allemande, le club fut renommé Eisenbahner Sportverein Cottbus. Il joua la saison 1990-1991, sous le nom d’ESV Cottbus dans la Verbandsliga Brandenburg, à l’époque, le 4e niveau du football allemand réunifié.
Un an plus tard, le club rejoua de nouveau sous l’appellation ESV Lokomotive Cottbus. Il resta en Verbandsliga Brandenburg (devenue 5e niveau en 1994 lors de l’instauration des Regionalligen) jusqu’au terme de la saison 1997-1998.
Le club joua une saison en Landesliga Brandenburg puis la section football devint indépendante sous le nom de Fussball Sportverein Cottbus 1999.

### FSV Cottbus 99
Le club joua en Landesliga Brandenburg jusqu’en 2001 où il fut relégué. Il préféra ne pas s’aligner en Landesklasse, soit le 7e niveau, et retira son équipe.

## Palmarès

### BSG Lokomotive Cottbus
- Champion de la Bezirksliga Cottbus: 1955, 1974, 1982, 1985
- vice-champion de la Bezirksliga Cottbus: 1957, 1972, 1981, 1984

## Localisation

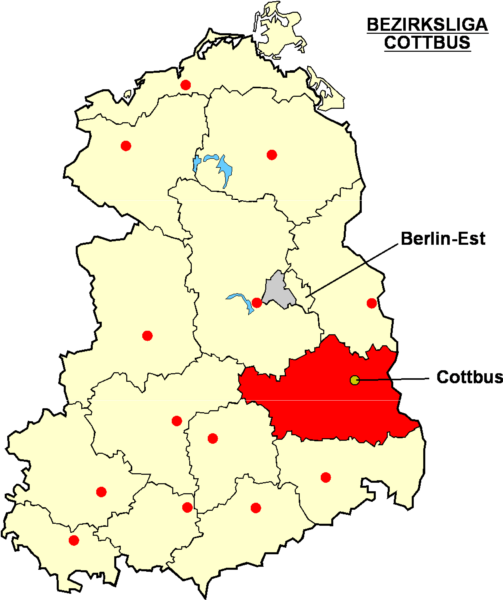
Localisation de Cottbus dans la Bezirksliga Cottbus